# واين فراي
واين فراي (بالإنجليزية: Wayne Frye)‏ هو مجدف أمريكي، ولد في 30 نوفمبر 1930 في Trinity, Kentucky ‏ في الولايات المتحدة، وتوفي في 26 فبراير 2014 في ليكسينغتون في الولايات المتحدة.

## وصلات خارجية
- واين فراي على موقع الاتحاد الدولي للتجديف (الإنجليزية)
- واين فراي على موقع اللجنة الأولمبية الدولية (الإنجليزية)
- واين فراي على موقع أوليمبيديا (الإنجليزية)